# Gilberta Crispino
Gilberta Crispino (Roma, 29 giugno 1971) è una doppiatrice e attrice teatrale italiana.

## Biografia
È figlia della doppiatrice Franca Lumachi e del regista Armando Crispino e sorella del regista e critico cinematografico Francesco Crispino.
Inizia a lavorare come attrice e doppiatrice fin da giovanissima, suo ad esempio il doppiaggio di Sterling della serie anime Rascal, il mio amico orsetto, effettuato all'età di 14 anni.
In seguito, oltre al doppiaggio di film, telefilm e videogiochi, la Crispino si è dedicata al teatro e ha partecipato a fiction e spettacoli televisivi, tra cui un'edizione (quella del 2005) di Scherzi a parte, negli scherzi fatti a Walter Nudo e a Barbara De Rossi.
È la voce di Gretchen Grundler nella serie Ricreazione e nei film.

## Teatro
- Romavarietà, regia di Fabrizio Russotto (2013)
- Vieni avanti...Varietà, regia di Massimo Milazzo (2013)
- Margherita, Capricciosa, Napoli e Quattro Stagioni, regia di Massimo Milazzo (2012)
- Fatti, misfatti e fattacci, regia di Fabrizio Russotto (2012)
- La locandiera, regia di Gennaro Monti (2012)
- Roma: singolare femminile, regia di Pascal La Delfa (2011)
- Don Chisciotte e gli spiriti del male, regia di Gennaro Monti (2011)
- Ridicolissime trame in paillettes, regia di Gennaro Monti (2010)
- Le noir vivant, regia di Gennaro Monti (2009)
- Prova a chiedermi un favore, regia di Gennaro Monti (2008)
- Diario di bordo sezione femminile, regia di Donatella Massimilla (2007)
- Tartufo, regia di Gennaro Monti (2007)
- Il giuoco delle parti, regia di Mario Grotta (2007)

## Doppiaggio

### Film
- Jane McLean in Un amore all'improvviso
- Kate Kelton in American Psycho 2
- Melanie Lynskey in Flags of Our Fathers
- Betsy Rue in San Valentino di sangue 3D
- Jessica Capshaw in Valentine - Appuntamento con la morte
- Wendy Crewson in 8 amici da salvare
- Leleti Khumalo in Invictus - L'invincibile
- Cat Power in Un bacio romantico - My Blueberry Nights
- Mizuo Peck in Una notte al museo, Notte al museo - Il segreto del faraone
- Ronald Joshua Scott in La casa stregata!
- Tanee McCall in SDF Street Dance Fighters
- Emma Nicolas in Una promessa mantenuta
- Sarita Choudhury in Hunger Games - Il canto della rivolta - Parte 1
- Elsa Pharaon in Il padre dei miei figli
- Gong Li in 2046
- Jennifer Farley in I tre marmittoni
- Michelle Trachtenberg in Black Christmas - Un Natale rosso sangue, Take Me Home Tonight
- Sophia Heikkilä in Hatching - La forma del male
- Nathalie Richard in The Animal Kingdom

### Film d'animazione
- Ricreazione - La scuola è finita, Ricreazione: Un nuovo inizio e Ricreazione: Stiamo crescendo (Gretchen Grundler)
- Uno zoo in fuga (Scarabeo Tirolese #2)
- Titti turista tuttofare (Aeorgh)
- I Rugrats nella giungla (Chuckie Finster)
- I Simpson - Il film (Grattachecca, Rod Flanders e Martin Prince)
- Cenerentola e gli 007 nani (Sorellastra #1)
- Ortone e il mondo dei Chi (Mamma Glummo)
- Lupin III - Tokyo Crisis: Memories of Blaze (Maria)
- Capitan Mutanda - Il film (Edith)
- Tekken: Blood Vengeance (Anna Williams)
- Boog & Elliot 4 - Il mistero della foresta (Edna)
- Minions 2 - Come Gru diventa cattivissimo (Regina)
- Ruby Gillman - La ragazza con i tentacoli (Janice)

### Serie televisive
- Luisa D'Oliveira in The 100, Supernatural
- Roselyn Sánchez in Senza traccia
- Melissa Ponzio in Army Wives - Conflitti del cuore
- Tessa Ferrer in Grey's Anatomy
- Kelly in Mamme sull'orlo di una crisi da ballo
- Stéfano de Gregorio in Teen Angels
- Kelly Hu in The 100
- Lucy Carrey in Cowboy Bebop

### Cartoni animati
- Ricreazione (Gretchen Grundler)
- I Simpson (Martin Prince 4ª voce - st.14+, Rod Flanders e Grattachecca - 2ª voce, Lindsey Naegle - solo ep. 11×9, Sherri e Terri - st. 23+, Agnes Skinner - st. 30+)
- I Griffin (Martin Prince - ep.13.1)
- The Garfield Show (Liz Wilson)
- Ginger (Joann)
- Il nido (Victor)
- Boo! (Orsetto)
- Carl (Skye Flower Blue)
- Rupert Bear (Raggerty)
- Dora l'esploratrice (Isa e Benny)
- Indovina con Jess (Lilli)
- Iggy Piggy Ranger (Kira)
- My Giant Friend (Chase)
- Hareport - Leprotti in pista (Cornacchia)
- Noonbory e i Super 7 (Totobory)
- Yakari (Rosicchio)
- Cajou (Tataille)
- Sandokan - Le due tigri (Morugan)
- Antonio e la banda dei giardinetti (Manu)
- Uffa! Che pazienza (Raffa Giraffa)
- Bobobo-bo Bo-bobo (Gasser)
- Rascal, il mio amico orsetto (Sterling)
- Charmmy Kitty (Poodle)
- Chi ha bisogno di Tenchi? (Ryo - Oki da bambina)
- Lamù (3ª parte epis.) (Ryunosuke Fujinami)
- Aika (Miss Valery)
- Dr Slump e Arale - Viaggio in fondo al mare (Nitro)
- Charlie è tardi (Preside Peudence)
- Cinderella Boy (Tinkerbell)
- Soul Eater (Crona)
- Toradora! (Yuri Koigakubo)
- Gladiatori - Il torneo delle sette meraviglie (Tosca)
- Spike Team (Priscilla Grey)
- Steven Universe Peridot (2^ voce)
- Wild Kratts (Koki)
- Clarence (Nonna di Clarence)
- Vampirina (Oxana Hauntley)
- DuckTales (Gabby)
- Bibi Blocksberg (Bibi Blocksberg)

### Videogiochi
- Rubi Malone in Wet (2009)[3]